# ماکس نوتر
ماکس نوتر (به آلمانی: Max Noether) (زاده ۲۴ سپتامبر ۱۸۴۴ در مانهایم-درگذشته ۱۳ دسامبر ۱۹۲۱ در ارلانگن) ریاضیدان اهل آلمان بود. او یکی از تأثیرگذارترین ریاضیدانان سده نوزده و آغاز سده بیست به‌شمار می‌آید. ماکس نوتر بیشتر به دلیل کارهایش در هندسه جبری نامدار است. فرزندان وی امی نوتر و فریتس نوتر نیز ریاضیدانان شناخته شده‌ای هستند.

## زندگی‌نامه
ماکس نوتر در یک خانواده یهودی در مانهایم به دنیا آمد. پدربزرگ پدری ماکس، الیاس ساموئل نام داشت. الیاس نُه پسر داشت که از آن میان، پدر ماکس، هرتس نام داشت. در سال ۱۸۰۹، ایالت بادن حکمی صادر کرد که بنا بر آن همه یهودیان می‌باید نامهای آلمانی برمی‌گزیدند. الیاس نام خانوادگی نوتر را برای خود برگزید و به این ترتیب بدل به الیاس نوتر شد ولی نام کوچک همه فرزندان خود را عوض کرد و نامهای آلمانی بر ایشان نهاد و از جمله نام هرمان را برای هرتس برگزید. هرمان نوتر، زادگاه خود بروکزال را ترک گفت و در دانشگاه مانهایم به تحصیل الهیات پرداخت. او در سال ۱۸۳۷ به همراه برادرش تجارت عمده آهن را آغاز کرد. خانواده نوتر فعالیت در صنعت آهن را تا نزدیک صد سال یعنی تا زمانی که نازی‌ها در آلمان بر سر کار آمدند و اموال یهودیان را مصادره کردند ادامه دادند. هرمان نوتر و همسرش آملیا، پنج فرزند داشتند که یکی از آن‌ها ماکس نام داشت. ماکس به دبیرستانی در مانهایم رفت ولی تحصیلاتش به دلیل ابتلا به فلج اطفال مختل شد. این بیماری باعث شد که او از آن پس فلج شود. چند سالی را با معلم خصوصی ادامه داد و سرانجام توانست مدرک دبیرستان را به دست آورد. در این زمان نوتر بیشتر به ستاره‌شناسی دلبسته بود و پیش از رفتن به دانشگاه یک چند را در رصدخانه مانهایم گذارند. ماکس نوتر در سال ۱۸۶۵ وارد دانشگاه هایدلبرگ شد و سه ترم بعد یعنی در سال ۱۸۶۸ موفق به دریافت مدرک دکترا شد. استاد او در هایدلبرگ یاکوب لوروت بود که در سال ۱۸۶۵ مدرک دکترا را دریافت کرده بود. ماکس اما بیشترین تأثیر را از گوستاو کیرشهف گرفت که استاد فیزیک بود. ماکس در هایدلبرگ چنان خوش درخشید که استادان نیازی ندیدند او رساله‌ای برای پایان‌نامه بنویسد و تنها یک امتحان شفاهی در دفتر رئیس دانشکده برای دادن مدرک دکترا به او کافی دانسته شد. البته تنها شرط قبول شدن در این امتحان هم آوردن شراب برای ممتحنین بود. بدین ترتیب، ماکس، مدرک دکترای ستاره‌شناسی خود را از دانشگاه هایدلبرگ دریافت کرد. پس از دانش‌آموختگی در هایدلبرگ، نوتر چند وقت را در گیسن گذارند و با آلفرد کلبش کار کرد. کلبش هم همانند نوتر از فیزیک آغاز کرده بود. در گیسن، نوتر با الکساندر فون بریل آشنا شد که این آشنایی سپس به همکاری در نوشتن چند مقاله مهم انجامید. وقتی کلبش برای گرفتن شغلی به گوتینگن رفت، ماکس نوتر هم به دنبال وی روان شد و در سال ۱۸۷۰ مدرک شایستگی اش را با رسالهٔ «دربارهٔ رویه‌هایی که دارای شارهایی از خمهای گویا هستند» به دانشگاه هایدلبرگ ارائه کرد و به عنوان استاد در آن دانشگاه استخدام شد. در سال کلبش و کارل نویمان مجله ماتماتیشه آنالن را بنیان نهادند و ماکس نوتر هم با توجه به سابقه دوستی با کلبش شروع به چاپ مقاله‌هایش در این مجله کرد. او در ۱۸۷۰ دو مقاله، یکی رساله شایستگی اش در دانشگاه هایدلبرگ، «دربارهٔ رویه‌هایی که دارای شارهایی از خمهای گویا هستند» و دیگری مقاله‌ای با نام «دربارهٔ تبدیلهایی فضایی یکتا، به ویژه در رابطه با کاربردشان در نگاشت رویه‌های جبری» را در این مجله منتشر کرد. او در سال ۱۸۹۳ به هیئت ویراستاران این مجله پیوست. او در هایدلبرگ، به عنوان استاد برجسته ارتقا یافت و سال بعد در ۱۸۷۵ به ارلانگن کوچید و در آنجا به عنوان استاد برجسته به کار گماشته شد. ماکس نوتر همچنین به تاریخ ریاضیات بسیار دلبسته بود و زندگینامه ریاضیدانان بسیاری را پس از مرگشان به چاپ رساند. در سال ۱۸۸۲، دختر ماکس نوتر، امی به دنیا آمد. امی به بسیاری از موضوعات مورد علاق پدر دلبستگی نشان می‌داد و در سالهای سپسین بسیاری از نتایج پدر را تعمیم بخشید. ماکس همچنین پسری داشت به نام آلفرد که شیمی تحصیل می‌کرد و پیش از پدر در ۳۵ سالگی درگذشت. در سال ۱۸۸۴ ماکس صاحب پسری به نام فریتس شد که او هم ریاضیدان شد و در دوران ناز ی‌ها مجبور به فرار از آلمان و پناهندگی به شوروی شد. فریتس در شوروی به عنوان جاسوس آلمانها دستگیر و به ۲۵ سال زندان محکوم گشت و در زندان به ضرب گلوله کشته شد.

## کارنامه
ماکس نوتر یکی از تأثیرگذارترین هندسه جبری دانان سده نوزدهم و آغاز بیستم است. او از کارهای آبل، ریمان، کیلی و کرمونا تأثیر گرفت. سیاهه زیر برخی از نتایج نامدار ماکس نوتر هستند.

### قضیه AF+BG
قضیه‌ای است در هندسه جبری که شرایطی را بیان می‌کند که در صورت برقراری آن‌ها معادله یک خم جبری بر حسب معادله دو خم دیگر قابل توصیف است. این قضیه را می‌توان به گونه‌ای، هم ارز قضیه بزو در نظریه اعداد دانست.

### قضیه ماکس نوتر دربارهٔ رویه‌های گویا
این قضیه یک رده‌بندی دربارهٔ رویه‌های گویای روی میدان اعداد مختلط به دست می‌دهد. فرض کنید
S یک رویه مختلط ناتکین تصویری باشد که یک ریختار از آن به خط تصویری وجود دارد. اگر همه تارهای این ریختار، خود با خط تصویری یکریخت باشند، آنگاه {\displaystyle S} یک رویه گویا خواهد بود. به زبان ریاضی اگر ریختار {\displaystyle \varphi :S\to \mathbb {P} ^{1}} را داشته باشیم و برای هر
{\displaystyle t\in \mathbb {P} ^{1}}، داشته باشیم: {\displaystyle \varphi ^{-1}(t)\cong \mathbb {P} ^{1}}.
آنگاه: {\displaystyle S\cong \mathbb {P} ^{2}}. توجه شود که همه یکریختی‌ها در اینجا، یکریختیهای دوسوگویا هستند.

### رده‌بندی خم‌های ابر بیضوی
این قضیه، خمهای ابر بیضوی را با بهره‌گیری از ضرب فرمهای دیفرانسیلی روی این خم‌ها رده‌بندی می‌کند. به زبان دیگر شرایطی را بیان می‌کند که تحت آن‌ها می‌توان نتیجه گرفت که چه هنگام یک خم ابربیضوی نیست.
صورت این قضیه چنین است:
اگر {\displaystyle C} یک خم نا ابربیضوی باشد، آنگاه نگاشت
{\displaystyle \varphi :Sym^{l}H^{0}(C,{\mathcal {O}}(K))\to H^{0}(C,{\mathcal {O}}(lK))} برای هر
{\displaystyle l\in \mathbb {N} } نگاشتی پوشا است.

### نابرابری نوتر
نابرابری نوتر ویژگی است دربارهٔ رویه‌های فشرده مینیمال مختلط. این نابرابری در رده کلیتر رویه‌های تصویری مینیمال از گونه عمومی نیز برقرار است. این نابرابری، یک نابرابری میان شمارنده کانونی این رویه‌ها و جنس آنهاست.